# Arsuf
Arsuf (hebr.: ארסוף) – wieś położona w samorządzie regionu Chof ha-Szaron, w Dystrykcie Centralnym, w Izraelu.
Leży na równinie Szaron nad Morzem Śródziemnym, w otoczeniu kibucu Szefajim i moszawu Riszpon.

## Historia

### Starożytność i wczesne średniowiecze
W Starożytności znajdowało się tutaj miasto Arsuf. Było ono położone na północ od współczesnego miasta, na skalistym klifie wychodzącym w morze. Zostało założone przez Fenicjan około VI-V wieku p.n.e. Nazwa odnosiła się do kananejskiego boga Reszefa (bóg wojny i krainy cieni). Miasto było ośrodkiem produkcji i handlu barwnika purpurowego otrzymywanego ze ślimaków morskich zwanych Murex brandaris, który Fenicjanie sprzedawali w rejonie Morza Egejskiego. W okresie hellenistycznym miasto staje się ważnym portem morskim znanym pod nową nazwą Apollonia (hebr. אפולוניה), jako że Grecy utożsamiali kananejskiego boga Reszefa ze swoim Apollem. W II przed Chr. miasto przeszło pod panowanie żydowskiej dynastii machabejskiej za sprawą podboju dokonanego przez Aleksandra Janneusza (103-76 przed Chr.). Pod panowaniem rzymskim miasto rozrosło się i nabrało dużego strategicznego znaczenia, jako ważny ośrodek rzemieślniczo-handlowy położony na przybrzeżnym szlaku handlowym Via Maris. Zniszczone w wyniku rewolty żydowskich mieszkańców przeciw Rzymowi, zostało ponownie zasiedlone za sprawą Aulusa Gabiniusa, rzymskiego namiestnika Syrii (57-55 przed Chr.). Po dziś dzień można oglądać pozostałości rzymskiej willi z I-II wieku po Chr. W 113 miasto zostało częściowo zniszczone przez trzęsienie ziemi, ale szybko je odbudowano. Rozwojowi miasta sprzyjał port morski i rozwój powiązań handlowych z Afryką Północną i Italią. Na przełomie V-VI wieku pod panowaniem Bizancjum miasto rozrosło się i było drugim po Cezarei najludniejszym miastem na równinie Szaron. Dobrze prosperował tutaj przemysł szklany. Prace archeologiczne odsłoniły także kościół datowany na ten okres.

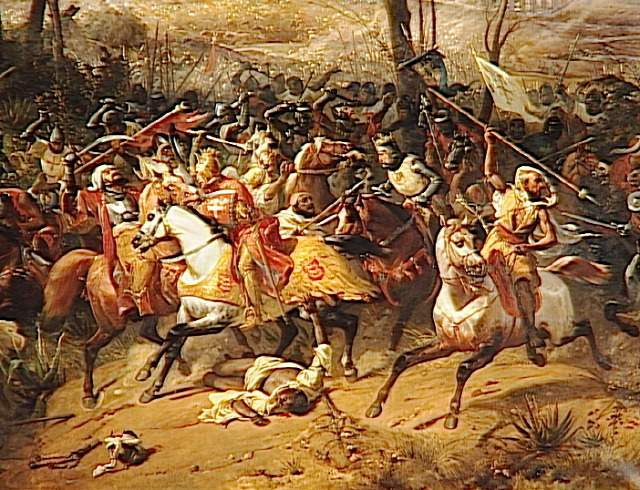
Bitwa pod Arsuf – 1191

W 640 miasteczko zostało zajęte przez Arabów, którzy przywrócili jego semicką nazwę Arsuf. Po raz pierwszy wybudowano wówczas mury obronne miasta. Po przejściu w ręce muzułmańskie miasto zostało znacznie zmniejszone w swych rozmiarach (ok. 22 akry z ok. 70 w okresie bizantyjskim). W 809 roku Muzułmanie wymordowali tutejszą społeczność Samarytan i zburzyli ich synagogę.

### Okres wypraw krzyżowych
W pierwszym roku pobytu krzyżowców w Palestynie, 1099, miasto oparło się atakowi armii dowodzonej przez Gotfryda z Bouillon. Przyczyną porażki krzyżowców był brak wsparcia ze strony floty, która mogłaby blokować dostawy żywności dla oblężonych. Ponowna próba zdobycia miasta, przeprowadzona wiosną 1101 roku, tym razem pod wodzą króla jerozolimskiego Baldwina I oraz przy wsparciu floty genueńskiej, zakończyła się sukcesem. Miasto, pod wpływem języka francuskiego, zyskuje nową nazwę Arsur. Krzyżowcy przebudowali mury miasta oraz wznieśli na jego północno-zachodnim krańcu zamek. Nowe mury miasta, wykonane z dobrze przyciętych bloków skalnych spojonych cementem, miały 2,2 m szerokości i otoczone były fosą szeroką na 9 metrów. Do miasta prowadziła tylko jedna brama o szerokości 2,2 m z podnoszonym drewnianym mostem. Skierowana była na wschód. Broniły jej dwie półkoliste wieże wysunięte przed lico murów. Średnica każdej z nich wynosiła 4,4 m. W wyniku przegranej bitwy pod Rogami Hittinu (3-4 lipca 1187) miasto i zamek przeszły w ręce Saladyna (sierpień 1187). Jednakże już cztery lata później, ponownie wróciły do krzyżowców za sprawą zwycięskiej bitwy stoczonej na pobliskiej nadmorskiej równinie nieopodal miasta, a dowodzonej przez Ryszarda Lwie Serce i znanej jako bitwa pod Arsuf (7 września 1191). W 1261 miasto zostało zakupione przez zakon szpitalników od rodziny Ibelinów. Gdy w 1265 roku pobliska Cezarea dostaje się w ręce sułtana Bajbarsa (1260-1277), kolejnym celem armii muzułmańskiej stała się położona na południe Apollonia. Miasto poddało się po 40-dniowym oblężeniu. Wojska Bajbarsa wypełniły drewnianymi belkami fosę opasującą mury miasta, co umożliwiło podprowadzenie maszyn oblężniczych i ostateczne zwycięstwo. Odnaleziono także jeden z tunelów wydrążonych przez atakujących pod murami miasta. Sam zamek pozostał niezdobyty. Garnizon ostatecznie jednak skapitulował gdy zostało mu zagwarantowane prawo wolnego przejścia. Bajbars nie dotrzymał danego słowa i wszyscy rycerze-zakonnicy trafili do Kairu, gdzie zostali sprzedani do niewoli. Bajbars nakazał dokładne zniszczenie murów obronnych oraz zamku w obawie przed powrotem krzyżowców. Po tych wydarzeniach miasto nigdy nie powróciło już do dawnej świetności i znaczenia przekształcając się w nieznaczącą osadę wiejską. Sam zamek nigdy już nie został odbudowany.

### Zamek krzyżowców
Zamek został wzniesiony na 30-metrowej wysokości nadmorskim klifie naturalnie chroniącym twierdzę od strony morza. Zewnętrzny system obronny składał się z fosy, murów oraz pięciu półokrągłych wież (każda o średnicy 23 m). Zachowana do dziś sucha fosa ma imponujące wymiary: 30 m szerokości i 14 m głębokości. Na południowo-wschodniej ścianie fosy widać wystający 4,5-metrowej szerokości filar na który spuszczano drewniany most. Mury te tworzyły rodzaj podium na którym wznosiły się środkowa linia fortyfikacji wraz z główną bramą chronioną dwoma półokrągłymi apsydalnymi wieżami (12x4,5m). Wewnętrzny system obronny składał się z segmentów muru (3 m grubości) który otaczał wewnętrzny dziedziniec zamku (28x10m). Z dobrze zachowanego ośmiobocznego donżona, elementu ostatecznej obrony, można zobaczyć Tel Awiw na południu oraz wysokie kominy elektrowni w Cezarei na północy.

### Okres najnowszy
Współczesna osada została założona w 1935 i nazwana Arsuf Kedem. Tutejsi mieszkańcy trudnili się uprawą warzyw i cytrusów. Osada ta nigdy nie została uznana oficjalnie za wioskę i do tej pory jest słabo zamieszkanym osiedlem, położonym przy moszawie Riszpon. W 1995 powstało nowe osiedle Arsuf, położone w odległości około 1 km na północny zachód od Arsuf Kedem. W 2003 na obszarze 350 akrów utworzono rezerwat przyrody Apollonia National Park, który obejmuje pozostałości starożytnych miast Apollonia i Arsuf.

## Turystyka
Na południowych obrzeżach wioski utworzono park narodowy, obejmujący ruiny starożytnego miasta i fortecy Apollonia (Arsuf). Dodatkowo, w osiedlu Arsuf Kedem w 1935 utworzono ekologiczny ogród Park Dina. Jest to prywatna kolekcja obejmująca około 100 różnych rodzajów drzew. Park jest częścią otwartego krajobrazu nadmorskiego równiny Szaron.

## Komunikacja
Z wioski wychodzi lokalna droga, która przebiega wzdłuż pobliskiego kibucu Szefajim i dociera do węzła drogowego z autostradą nr 2  (Tel Awiw–Hajfa).